# アイデンティティプロバイダ
アイデンティティプロバイダ、IDプロバイダ（英: Identity provider、略してIdPまたはIDP ）は、プリンシパルのID情報を作成、維持、および管理し、フェデレーションまたは分散ネットワーク内の依存アプリケーションに認証サービスを提供するシステムエンティティである。 
IDプロバイダは、ユーザー認証をサービスとして提供する。 ウェブアプリケーションなどの証明書利用アプリケーションは、ユーザー認証ステップを信頼できるIDプロバイダに委託する。このような証明書利用アプリケーションは、フェデレーションと呼ばれ、フェデレーションIDを消費する。
IDプロバイダは、「シングルサインオン (SSO) で他のウェブサイトにアクセスさせてくれる信頼できるプロバイダ」である。 SSOは、パスワード疲れを軽減し、使いやすさを向上させる。また、潜在的な攻撃対象領域を減らすことで、セキュリティを向上させる。
IDプロバイダは、クラウドコンピューティングリソースとユーザー間の接続を容易にするため、モバイルアプリケーションやローミングアプリケーションを使用するときにユーザーが再認証する必要性を減らすことができる。 

## IDプロバイダの種類

### IndieAuth IDプロバイダ
IndieAuthは、OAuth 2.0を使用するオープンスタンダードの分散型認証プロトコルであり、サービスがURLで表されるユーザーのIDを確認し、ユーザーの制御下でリソースにアクセスするために使用できるアクセストークンを取得できるようにする。 IndieAuthモデルでは、ユーザーIDは優先IDプロバイダにリンクし、それは自分のサイトにすることも、サードパーティの承認エンドポイントに委任することもできる。

### OpenIDプロバイダ
OpenID Connect (OIDC) は、OAuthの上にあるIDレイヤーである。 OIDCに関連付けられたドメインモデルにおいて、IDプロバイダは特別な種類のOAuth 2.0認証サーバとして機能する。具体的には、OpenIDプロバイダと呼ばれるシステムエンティティがJSON形式のIDトークンをRESTfulなHTTP API を通してOIDC依拠当事者へ発行する。

### SAML IDプロバイダ
Security Assertion Markup Language (SAML) は、セキュリティドメイン間で認証および承認データを交換するための一連のプロファイルである。 SAMLドメインモデルでは、IDプロバイダは特別な種類の認証機関である。具体的には、 SAML IDプロバイダは、SAMLのSSOプロファイルと組み合わせて認証アサーションを発行するシステムエンティティである。これらの認証アサーションを使用する証明書利用者は、SAMLサービスプロバイダと呼ばれる。